# 达苏阿
达苏阿（Dasua），是印度旁遮普邦Hoshiarpur县的一个城镇。总人口20118（2001年）。

## 人口
该地2001年总人口20118人，其中男性10476人，女性9642人；0—6岁人口2169人，其中男1205人，女964人；识字率75.97%，其中男性为78.54%，女性为73.17%。